# La Croix-Valmer
La Croix Valmer redirige ici.
Pour les articles homonymes, voir Croix (homonymie).
La Croix-Valmer est une commune française située dans le département du Var, en région Provence-Alpes-Côte d'Azur. La commune est issue d'une scission intervenue en 1934 d'avec la commune de Gassin. Les habitants sont les Croisiens.

## Géographie

### Localisation
La Croix-Valmer se situe au pied du massif des Maures dans la baie de Cavalaire à mi-chemin entre Le Lavandou et Saint-Tropez.
La commune est située à 38,6 km de Fréjus et 50 de l'aéroport de Toulon-Hyères.

### Géologie et relief
Située au pied du massif des Maures la commune s'ouvre sur la baie de Cavalaire, avec de nombreuses plages.
Le parc national de Port-Cros et Porquerolles gère, en collaboration avec les communes de Hyères et de La Croix-Valmer, les espaces naturels acquis par le Conservatoire du littoral de la presqu'île de Giens et du cap Lardier.

### Hydrographie
Cours d'eau traversant la commune :
- Ruisseaux de la Liquette, de l'Escaled, de la Vernatelle, de la Carrade, des Collières, de la Fontaine du Merle,la ricarde.

### Climat
Pour des articles plus généraux, voir Climat de Provence-Alpes-Côte d'Azur et Climat du Var.
En 2010, le climat de la commune est de type climat méditerranéen franc, selon une étude du Centre national de la recherche scientifique s'appuyant sur une série de données couvrant la période 1971-2000. En 2020, Météo-France publie une typologie des climats de la France métropolitaine dans laquelle la commune est exposée à un climat méditerranéen et est dans la région climatique  Var, Alpes-Maritimes, caractérisée par une pluviométrie abondante en automne et en hiver (250 à 300 mm en automne), un très bon ensoleillement en été (fraction d’insolation > 75 %), un hiver doux (8 °C) et peu de brouillards.
Pour la période 1971-2000, la température annuelle moyenne est de 14,9 °C, avec une amplitude thermique annuelle de 14,8 °C. Le cumul annuel moyen de précipitations est de 846 mm, avec 6 jours de précipitations en janvier et 1,5 jours en juillet. Pour la période 1991-2020, la température moyenne annuelle observée sur la station météorologique de Météo-France la plus proche, « Cogolin_sapc », sur la commune de Cogolin à 6 km à vol d'oiseau, est de 15,6 °C et le cumul annuel moyen de précipitations est de 958,0 mm. 
La température maximale relevée sur cette station est de 42 °C, atteinte le 22 août 2023 ; la température minimale est de −9,5 °C, atteinte le 30 décembre 2005,,.
Les paramètres climatiques de la commune ont été estimés pour le milieu du siècle (2041-2070) selon différents scénarios d'émission de gaz à effet de serre à partir des nouvelles projections climatiques de référence DRIAS-2020. Ils sont consultables sur un site dédié publié par Météo-France en novembre 2022.

### Voies de communications et transports
Plusieurs possibilités existent pour se rendre à La Croix Valmer :

#### Voies routières
- En arrivant par l'autoroute A8 puis sortie Cannet des Maures ou Le Muy.
- Accès par la RD 93, appelée « route des Plages » qui dessert Pampelonne, Ramatuelle et La Croix-Valmer,
- la RD 559,
- et la RD 98.
- Pistes cyclables[10].

#### Transports en commun
- Transport en Provence-Alpes-Côte d'Azur

Commune desservie par le réseau régional de transports en commun Zou !. Les collectivités territoriales ont en effet mis en œuvre un « service de transports à la demande » (TAD), réseau régional Zou !.
- Bus : avec des lignes régulières desservent les gares et aéroports.

#### Lignes SNCF
- Gare de Saint-Raphaël-Valescure,
- Gare de Toulon.

#### Transports aériens
Les aéroports les plus proches sont :
- Aéroport de Toulon-Hyères,
- Aéroport de Nice-Côte d'Azur.

## Urbanisme

### Typologie
Au 1er janvier 2024, La Croix-Valmer est catégorisée bourg rural, selon la nouvelle grille communale de densité à sept niveaux définie par l'Insee en 2022.
Elle appartient à l'unité urbaine de Cavalaire-sur-Mer, une agglomération intra-départementale regroupant deux  communes, dont elle est une commune de la banlieue,,. La commune est en outre hors attraction des villes,.
La commune, bordée par la mer Méditerranée, est également une commune littorale au sens de la loi du 3 janvier 1986, dite loi littoral. Des dispositions spécifiques d’urbanisme s’y appliquent dès lors afin de préserver les espaces naturels, les sites, les paysages et l’équilibre écologique du littoral, tel le principe d'inconstructibilité, en dehors des espaces urbanisés, sur la bande littorale des 100 mètres, ou plus si le plan local d’urbanisme le prévoit.

### Occupation des sols
L'occupation des sols de la commune, telle qu'elle ressort de la base de données européenne d’occupation biophysique des sols Corine Land Cover (CLC), est marquée par l'importance des forêts et milieux semi-naturels (51,3 % en 2018), en diminution par rapport à 1990 (54,4 %). La répartition détaillée en 2018 est la suivante :
zones urbanisées (34,9 %), forêts (27,8 %), espaces ouverts, sans ou avec peu de végétation (16,8 %), cultures permanentes (12,1 %), milieux à végétation arbustive et/ou herbacée (6,7 %), eaux maritimes (1 %), zones agricoles hétérogènes (0,6 %), espaces verts artificialisés, non agricoles (0,1 %). L'évolution de l’occupation des sols de la commune et de ses infrastructures peut être observée sur les différentes représentations cartographiques du territoire : la carte de Cassini (XVIIIe siècle), la carte d'état-major (1820-1866) et les cartes ou photos aériennes de l'IGN pour la période actuelle (1950 à aujourd'hui).

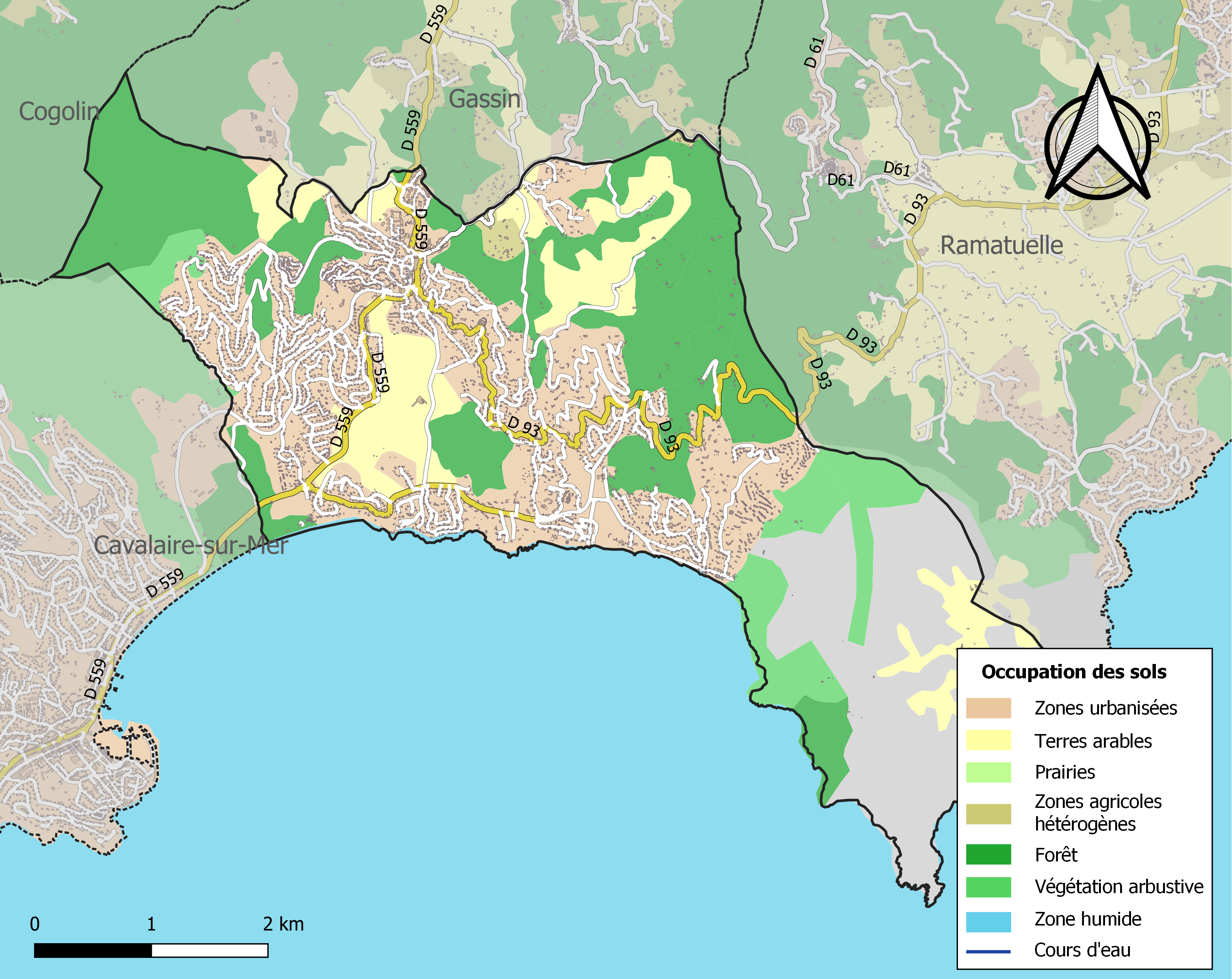
Carte des infrastructures et de l'occupation des sols de la commune en 2018 (CLC).

## Toponymie
Toponyme composé de croix et de Valmer,.
La Croix-Valmer (appelée jusqu'au XVIIIe siècle le Croix de Cavalaire,).

## Histoire

### Jusqu'en 1900

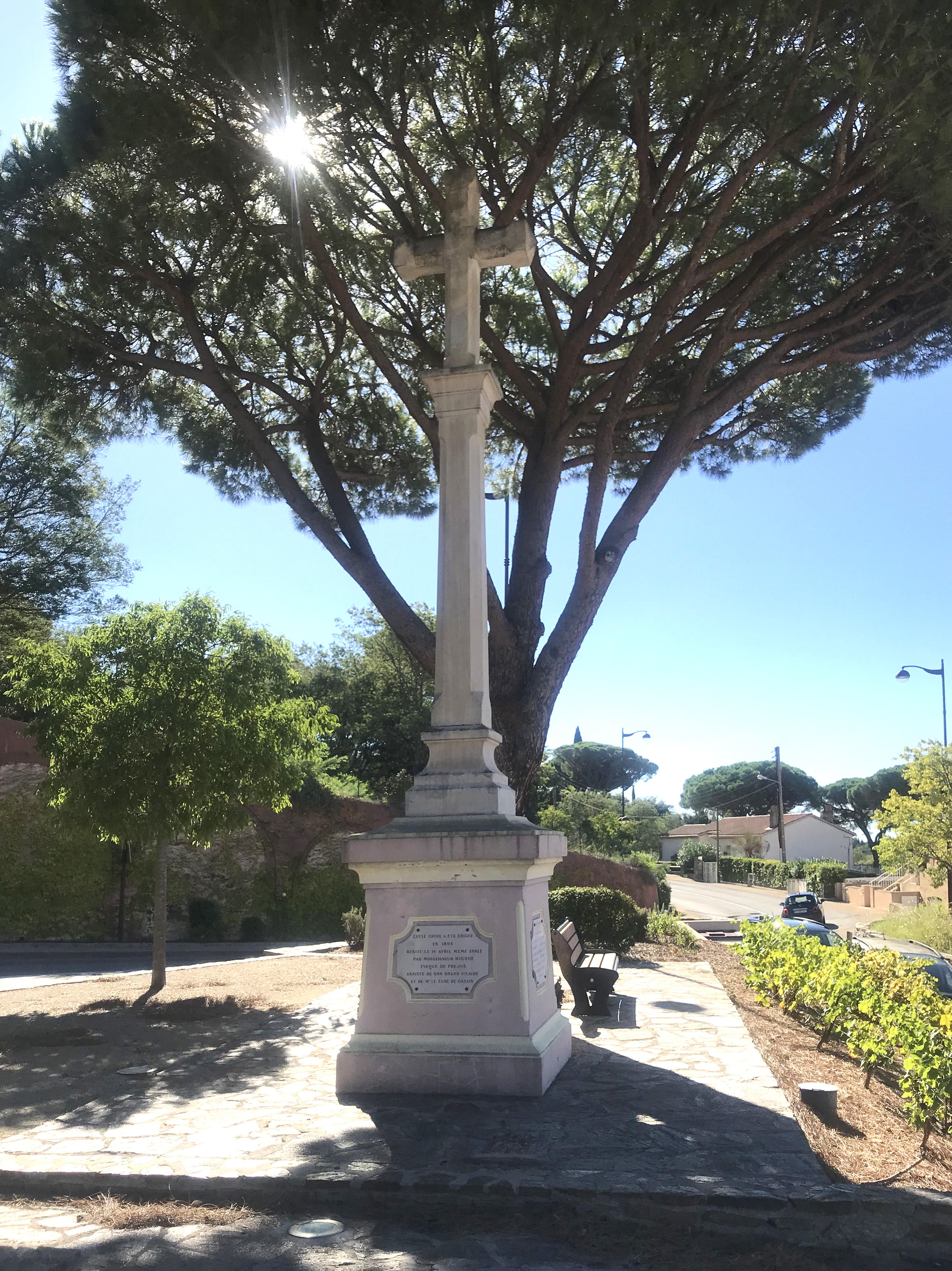
Croix de Constantin, érigée en 1893

L’empereur Constantin en route pour guerroyer contre son beau-frère Maxence, en 312 apr. J.-C., aurait eu, durant une halte, sur le lieu où sera fondé le village, une vision d’une croix dans le ciel marquée du signe « in hoc signo vinces » (par ce signe, tu vaincras).
Cette légende demeure ancrée dans la mémoire des Croisiens.
Aucune preuve de la véracité de celle-ci n’a pu être avancée, le doute persiste d'autant que les chemins de la région à l’époque étaient peu adaptés au passage des légions qui avaient à leur disposition la voie Aurélienne (N 7) bien plus praticable.
Le 16 avril 1893, une croix en pierre fut érigée à l’emplacement même où la tradition fixe cette apparition. 
L’origine du nom de la Croix est, cependant, antérieure à la construction de ce monument.
Le quartier de La Croix-Valmer, dépendant de Gassin, deviendra une commune le 6 avril 1934.
La présence de l’homme, sur ce territoire, dans des temps très anciens, nous est prouvée par la découverte de vestiges de diverses époques : des outils préhistoriques, la ciste du Cap Taillat (Dolmen de Briande) ou encore la ferme romaine de Pardigon (IIIe siècle av. J.-C.).
La Croix a été et demeure un lieu de passage et de croisement pour circuler le long du littoral.
On la parcourt encore aujourd’hui pour se déplacer d’une commune à une autre.
C’est peut-être de là que le village tire son nom.

### XXeetXXIesiècles
De 1940 à 1944, la ville est occupée par les Italiens puis par les Allemands. À la fin de la Seconde Guerre mondiale, les plages de La Croix-Valmer furent un haut lieu du débarquement de Provence. Les troupes alliées n’y feront que transiter afin de rejoindre les villes de Toulon et Marseille.

## Politique et administration

### Liste des maires
| Période                                  | Période   | Identité          | Étiquette      | Qualité                                                                |
| ---------------------------------------- | --------- | ----------------- | -------------- | ---------------------------------------------------------------------- |
| Les données manquantes sont à compléter. |           |                   |                |                                                                        |
| 1962                                     | 1982      | Charles Voli      |                |                                                                        |
| 1982                                     | mars 1989 | René Rinaudo      |                |                                                                        |
| mars 1989                                | juin 1995 | Henri Dhorne      | DVD            |                                                                        |
| juin 1995                                | mars 2008 | Pierre Bérenguier | DVD            | Écrivain et historien Réélu en 2001                                    |
| mars 2008                                | mars 2014 | François Gimmig   | Sans étiquette | Médecin                                                                |
| mars 2014                                | en cours  | Bernard Jobert    | DVD            | Retraité 5e vice-président de la CC du golfe de Saint-Tropez (2014 → ) |

### Budget et fiscalité 2020
En 2020, le budget de la commune était constitué ainsi :
- total des produits de fonctionnement : 11 429 000 €, soit 2 930 € par habitant ;
- total des charges de fonctionnement : 9 698 000 €, soit 2 486 € par habitant ;
- total des ressources d'investissement : 3 029 000 €, soit 777 € par habitant ;
- total des emplois d'investissement : 3 480 000 €, soit 892 € par habitant ;
- endettement : 15 764 000 €, soit 4 041 € par habitant.

Avec les taux de fiscalité suivants :
- taxe d'habitation : 20,72 % ;
- taxe foncière sur les propriétés bâties : 13,91 % ;
- taxe foncière sur les propriétés non bâties : 28,72 % ;
- taxe additionnelle à la taxe foncière sur les propriétés non bâties : 0,00 % ;
- cotisation foncière des entreprises : 0,00 %.

Chiffres clés Revenus et pauvreté des ménages en 2018 : médiane en 2018 du revenu disponible, par unité de consommation : 21 930 €.

### Politique de développement durable
La commune a engagé une politique de développement durable en lançant une démarche d'Agenda 21 en 2008.
La Croix-Valmer et Cavalaire disposent d'une station d'épuration intercommunale d'une capacité de 68 000 équivalent-habitants.

### Jumelages
La commune est jumelée avec une seule autre commune :
- Gambassi Terme (Italie) depuis 1998.

## Population et société

### Démographie
L'évolution du nombre d'habitants est connue à travers les recensements de la population effectués dans la commune depuis 1936. Pour les communes de moins de 10 000 habitants, une enquête de recensement portant sur toute la population est réalisée tous les cinq ans, les populations de référence des années intermédiaires étant quant à elles estimées par interpolation ou extrapolation. Pour la commune, le premier recensement exhaustif entrant dans le cadre du nouveau dispositif a été réalisé en 2005.

En 2022, la commune comptait 3 832 habitants, en évolution de +0,9 % par rapport à 2016 (Var : +4,98 %, France hors Mayotte : +2,11 %).
| 1936 | 1946 | 1954  | 1962  | 1968  | 1975  | 1982  | 1990  | 1999  |
| ---- | ---- | ----- | ----- | ----- | ----- | ----- | ----- | ----- |
| 863  | 785  | 1 003 | 1 110 | 1 380 | 1 759 | 2 064 | 2 634 | 2 734 |

| 2005  | 2006  | 2010  | 2015  | 2020  | 2022  | - | - | - |
| ----- | ----- | ----- | ----- | ----- | ----- | - | - | - |
| 3 139 | 3 173 | 3 429 | 3 810 | 3 780 | 3 832 | - | - | - |

### Enseignement
Établissements d'enseignements :
- Écoles maternelle et primaires,

Le groupe scolaire Georges-Selliez accueille les enfants de la petite section au CM2.
- Collèges à Gassin, Cogolin, Saint-Tropez, Sainte-Maxime,
- Lycées à Gassin.

### Manifestations culturelles et festivités
Tout au long de l'année, les manifestations se multiplient à La Croix Valmer :
- Salon du livre en mai,
- Fête locale en juin,
- Festival des Anches d'Azur en juin,
- Les Nocturnes Croisiennes en juillet et août,
- Festi Pichoun en décembre.

### Santé
Professionnels et établissements de santé :
- Médecins,
- Pharmacies à La Croix-Valmer, Gassin, Ramatuelle, Cavalaire-sur-Mer,
- Hôpitaux à Gassin, Cogolin, Saint-Tropez.

Autres établissements de santé proches :
- Centre hospitalier intercommunal Fréjus-Saint-Raphaël (Centre hospitalier Bonnet)
- Centre hospitalier universitaire de Nice,
- Centre hospitalier intercommunal Toulon-La Seyne-sur-Mer,
- Hôpital d'instruction des armées Sainte-Anne à Toulon.

### Sports

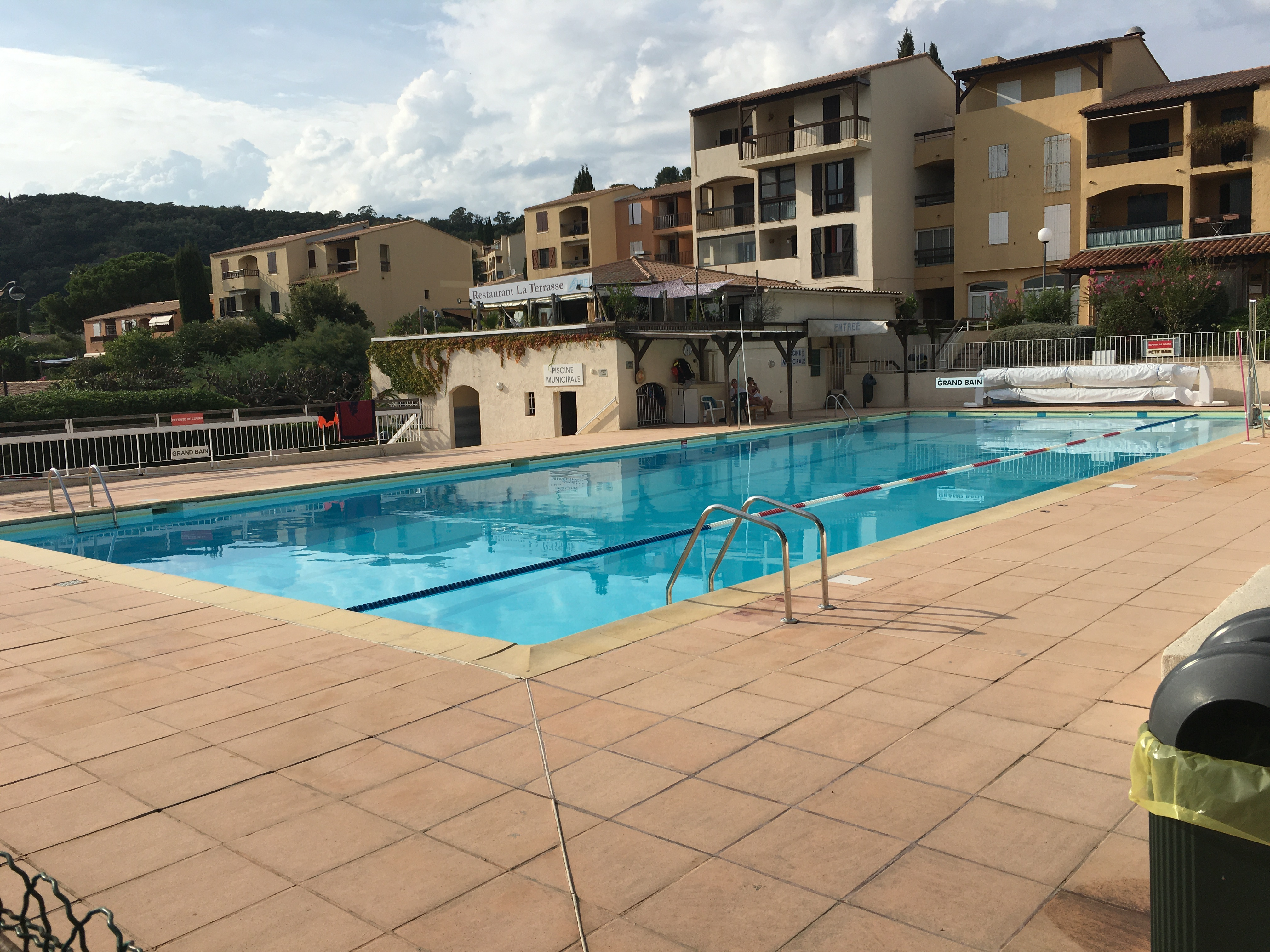
Piscine municipale

De multiples activités sont proposées via les différentes infrastructures ou les associations.
- Infrastructures : piscine municipale, tennis municipaux, centre nautique, skate park, stade de football, boulodrome.
- Associations sportives : Maison des Jeunes et de la Culture, RC La Baie, D'Foulées Croisiennes, Ski Anim', Ceto

### Cultes
- Culte catholique, Paroisse de La Croix-Valmer[40], Diocèse de Fréjus-Toulon.
- Culte musulman[41].

## Économie

### Agriculture
Une grande partie de la commune est composée de terres agricoles, notamment pour la production de vins de Provence.

### Commerces et artisanat
- Commerces de proximité[42].

### Tourisme

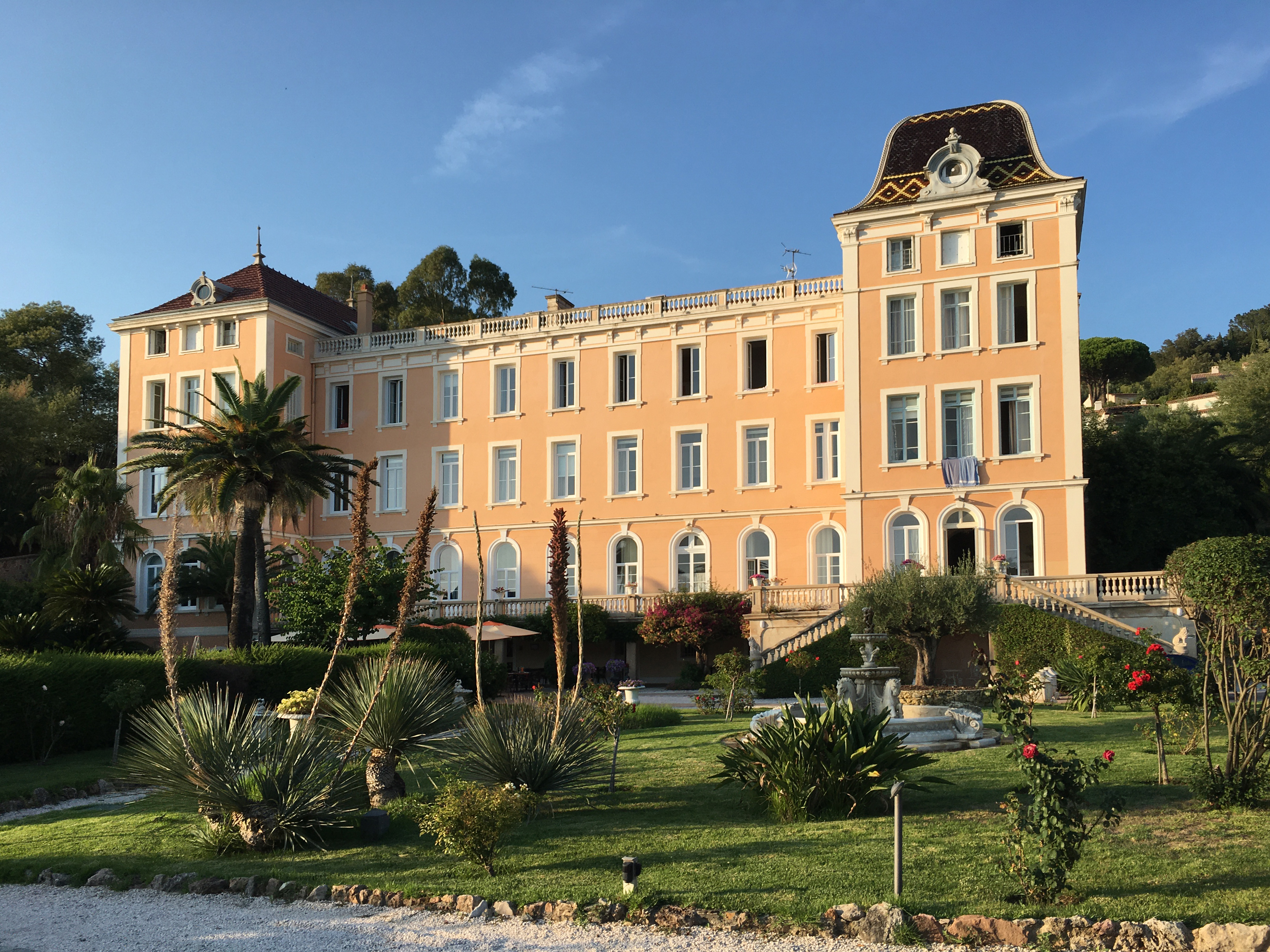
Hôtel l'Orangeraie, ancien Grand Hôtel, construit en 1900

- Village vacances[43].
- Hôtels[44],[45].

## Culture locale et patrimoine

### Lieux et monuments
Patrimoine civil :
- Les villas du bord de mer[47] :

Pausa Belle,
Serena,
Les Rochers,
La Bouillabaisse,
Vergeron,
Villa Louise,
Sylvabelle,
Villa Couadan,
La Karaya,
Château Nenot du Cap des Myrtes,
Château Meï Lésé.
- Autres villas :

Villa Andalousie,
Villa Alleluia,
Le Manoir,
Villa Turquoise,
Villa Les Bruyères,
Villa de la Croix,
Villa Les Pins.
Patrimoine et sites religieux :
- Église Sainte-Croix[50],

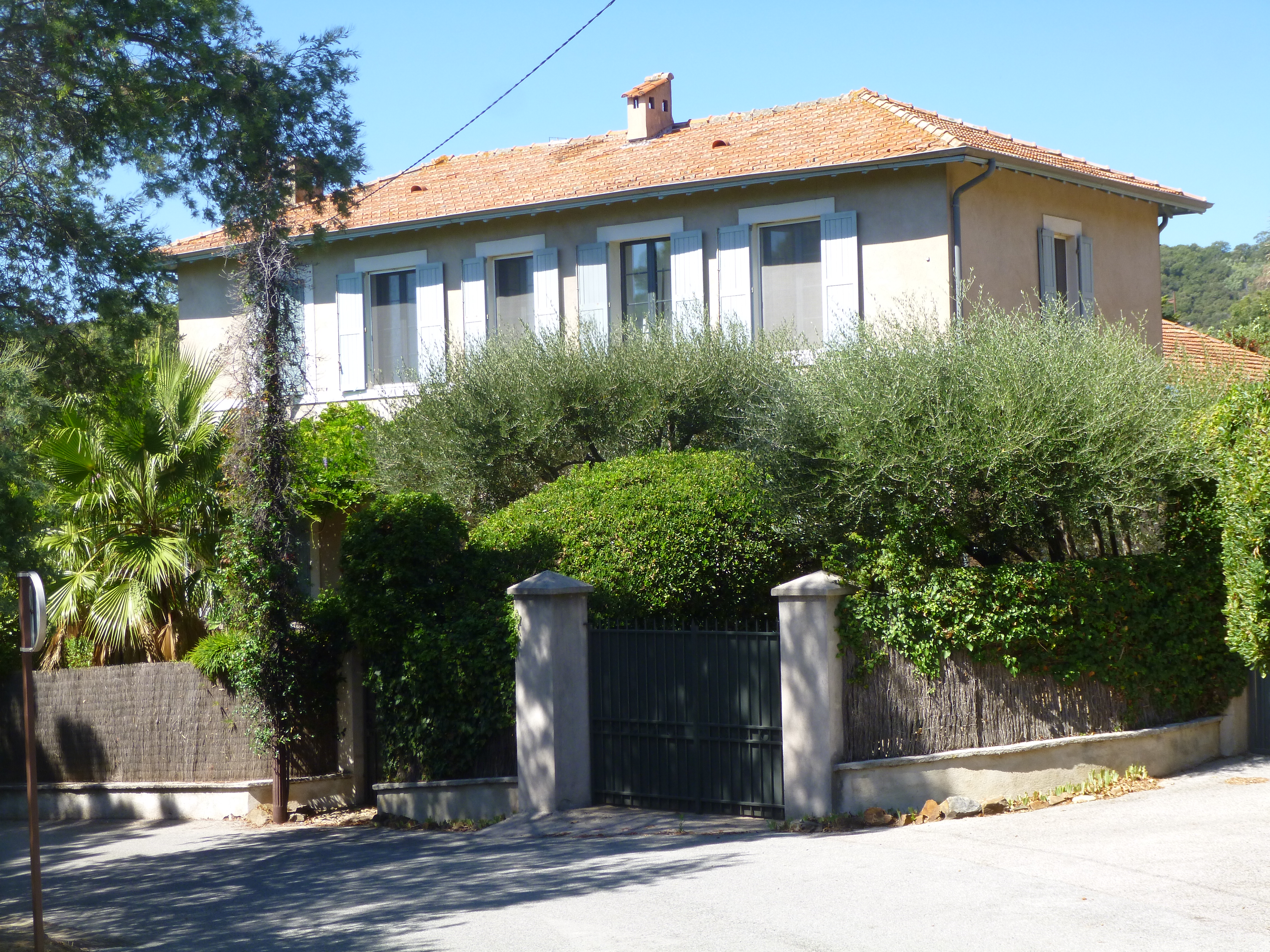
Villa de la Croix, construite en 1882

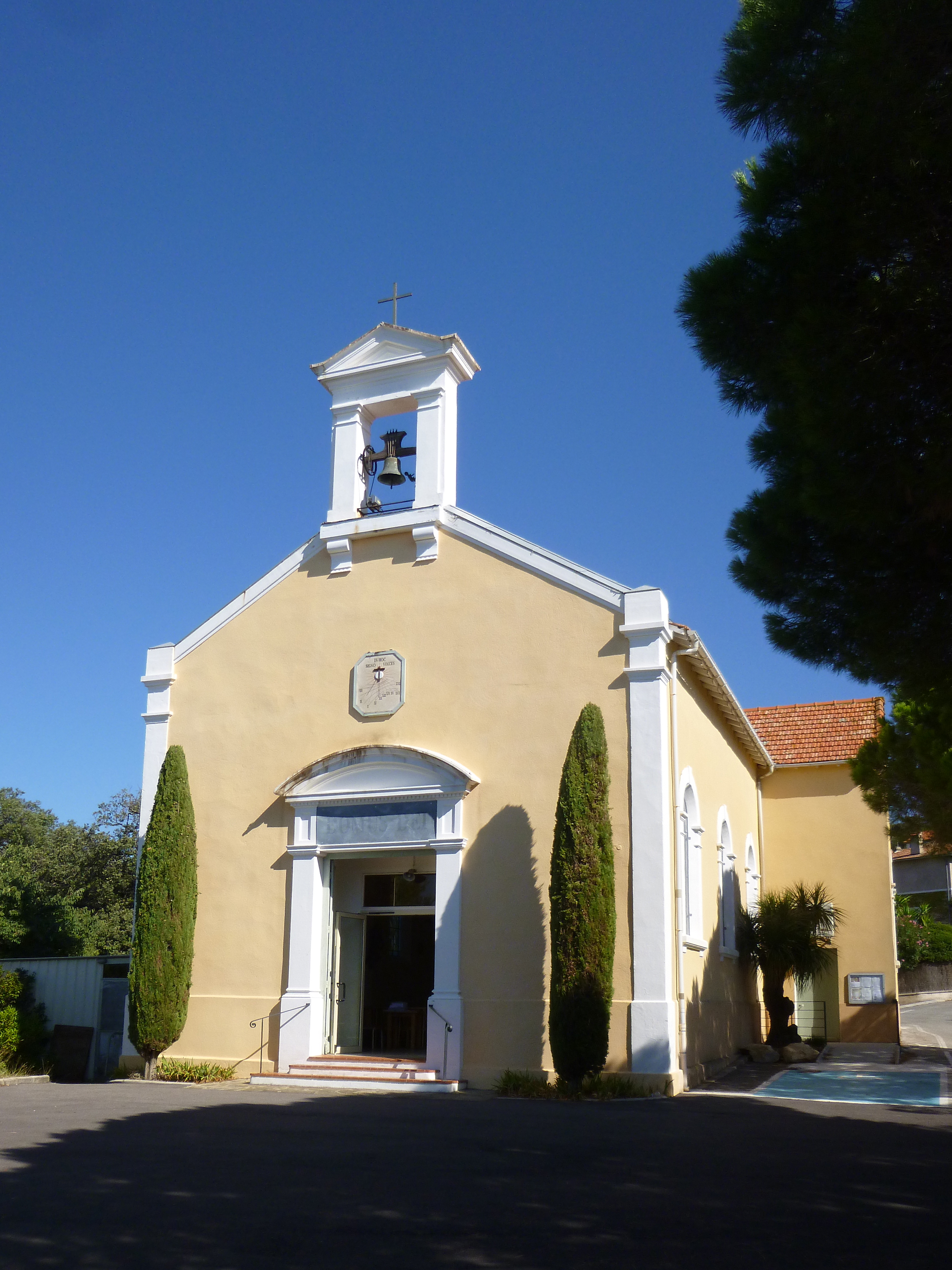
Église Sainte-Croix

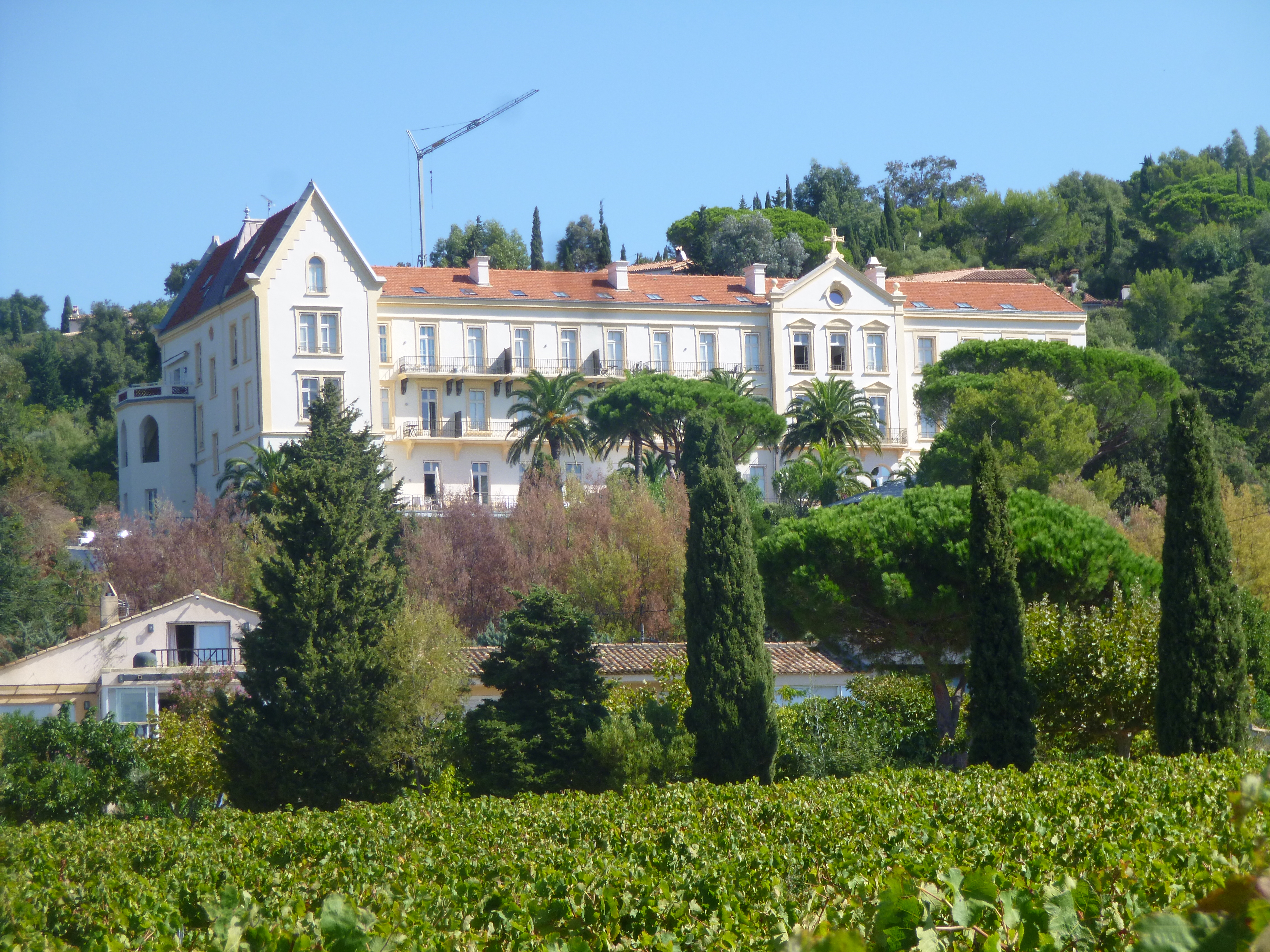
Maison de Repos des Pères du Saint Esprit, ancienne Maison du Bon Repos et Hôtel Kensington

- Maison de Repos des Pères du Saint Esprit,
- Plaque d'église faisant office de monument[51],
- Cimetière intercommunal de Cavalaire-sur-Mer et La Croix-Valmer[52].

Patrimoine naturel :
- Parc hôtel de 15 hectares[53].

### Personnalités liées à la commune
- Abel Faivre, (1853-1945) artiste peintre possédait une maison et atelier près de Gigaro plage.
- Albert Courlet de Vregille, connu pour avoir été à l’origine de la fondation de la commune[54],[55].

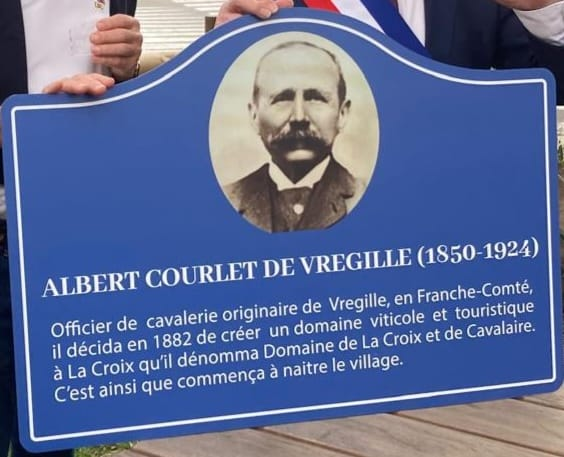
Plaque en l'honneur d'Albert Courlet de Vregille, La Croix-Valmer, 2024.

### Cinéma
- Le justicier à Helsinki : massacre, deux enfants (2020) avec Clément Chappuis

### Héraldique
|  | Les armoiries de La Croix-Valmer se blasonnent ainsi : Parti : au premier de gueules à la croix perronnée d'argent au sommet émoussé, au second d'azur au rocher sommé d'un pin, le tout d'argent ombré de sable, adextré d'une mer aussi d'azur, agitée de sable ; le tout sur une champagne d'azur chargée de deux voiles triangulaires d'argent rangées en bande, celle de la pointe plus grosse. |